# Paroedura guibeae
Paroedura guibeae — вид геконоподібних ящірок родини геконових (Gekkonidae). Ендемік Мадагаскару.

## Поширення і екологія
Paroedura guibeae мешкають на півдні острова Мадагаскар. Вони живуть на сухих луках і відкритих скелях поблизу каньйонів.